# 2008年聖卡塔琳娜州水災
27°49′59″S 48°24′58″W / 27.833°S 48.416°W

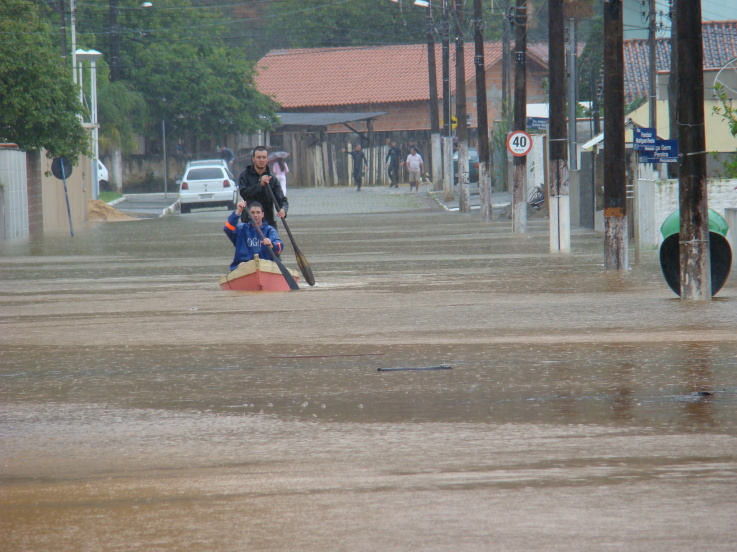
聖卡塔琳娜州伊達賈伊的水災

2008年聖卡塔琳娜州水災發生於2008年11月，在一段時間的強降雨之後，特別是11月20日至23日。該州沿海地區連續兩個多月持續降雨，令土壤變得濕潤，並在11月下旬從吹襲該州的風暴中引發山泥傾瀉。巴西聖卡塔琳娜州約60個城鎮和超過150萬人受影響。聖卡塔琳娜州州長路易斯·恩里克·達西爾維拉在較早時表示，最終死亡人數可能超過50人，然而最終至少135人被確認在水災中罹難，超過78,700人被迫從家園撤離。另有15萬人斷電，而至少有一個城鎮因水質淨化問題而實施限水。該區的幾個城鎮因水災和山泥傾瀉帶來的瓦爍而與外界隔絕，11月22日，布盧梅瑙市長若昂·保羅·克萊努賓宣布該市進入緊急狀態。伊達賈伊谷的水位已升至比正常水平高9米。

## 回應
- 美国：美國政府捐贈5萬美元幫助聖卡塔琳娜州購買食物和水[9]。
- 德国：德國政府捐贈20萬歐元購買食品、水、衛生材料和床墊[10]。
- 梵蒂冈：教宗本篤十六世向受災者發出訊息：「在這個痛苦的時刻，希望與受災者家屬以及成千上萬的撤離者和無家可歸者一起，在這一巨大的環境悲劇面前在精神上與他們同在」[11]。
- 巴西：巴西聯邦政府於2008年11月27日頒布法令，向聖卡塔琳娜州援助19.7億雷亞爾（8.54億美元）[12]。
- 巴西 -  聖卡塔琳娜州：該州州長路易斯·恩里克·達西爾維拉表示：「聖卡塔琳娜州正面臨其歷史上最嚴重的天氣悲劇」，布盧梅瑙市長若昂·保羅·克萊努賓（英语：João Paulo Kleinübing）表示：「該市必須完全重建」[3][13]。

### 網誌空間
水災開始後不久，布盧梅瑙的多位網誌作者開始在Twitter上報道情況，為網路上因水災而孤立的其他人提供照片、影片、預報情況和河流水位。巴西的網誌空間上出現了一個網站，讓人們了解情況並提供捐款渠道。

## 外部連結
- 包含資訊、捐款和即時報告的博客